# Miina
Miina est un prénom féminin estonien et finnois pouvant désigner:

## Prénom
- Miina Äkkijyrkkä (en) (née en 1949), artiste finlandaise
- Miina Härma (1864-1941), compositrice estonienne
- Miina Kallas (en) (née en 1989), joueuse estonienne de football
- Miina Sillanpää (1866-1952), première femme ministre finlandaise
- Miina Turunen (en) (née en 1973), actrice finlandaise